# Безгін Олексій Ігорович
Олексій Ігорович Безгін (нар. 5 січня 1960, м. Київ) — український науковець, мистецтвознавець, педагог, дипломат, організатор театральної справи. Заслужений діяч мистецтв України. Академік Національної академії мистецтв України (2013). Ректор Київського національного університету театру, кіно і телебачення імені Івана Карпенка-Карого (2003—2021). З 2021 - академік-секретар відділення театрального мистецтва Національної академії мистецтв України.

## Біографія
Народився у м. Києві в родині відомого українського театрального діяча, науковця, педагога, академіка Національної академії мистецтв України І. Д. Безгіна.
Після закінчення середньої школи, з 1977 по 1982 рік, навчався в Київському державному інституті театрального мистецтва ім. І. К. Карпенка-Карого.
1983—1986 — навчання в аспірантурі Ленінградського державного інституту театру, музики і кінематографії ім. М. К. Черкасова.
В 1994 році захистив дисертацію на ступінь кандидата мистецтвознавства, в 2003 присвоєно вчене звання професора, а в 2013 обрано академіком Національної академії мистецтв України.
1986—1995 — викладач, старший викладач, доцент Київського державного інституту театрального мистецтва ім. І. К. Карпенка-Карого.
1995—2001 — головний консультант, заступник керівника управління з гуманітарних питань, завідувач відділу аналізу та прогнозування розвитку культури, міжнаціональних та міжконфесійних відносин Адміністрації Президента України.
2001—2003 — перший секретар посольства України в Литовській Республіці.
2003—2021 — ректор Київського національного університету театру, кіно і телебачення імені Івана Карпенка-Карого.
Перебував на науково-практичному стажуванні у навчальних закладах і наукових установах Франції та Сполучених Штатів Америки.
Координував співпрацю художніх колективів і національних творчих спілок, протягом багатьох років очолював Асоціацію театрів-студій України.
Є членом Національної спілки театральних діячів України та Міжнародної спілки діячів естрадного мистецтва України, Член атестаційної колегії Міністерства освіти і науки України, засновник Міжнародного фестивалю театральних шкіл «Натхнення», член Світового Консорціуму ЮНЕСКО — Chair-ITI театральних шкіл та постійний учасник Міжнародних конференцій керівників мистецьких університетів, які проходять під егідою ЮНЕСКО (Румунія, Філіппіни, Іспанія, Китай, Мексика, Перу та ін.), був членом комісії по присудженню театральної премії «Київська пектораль».
Нагороджений почесними відзнаками, медалями та орденами України та зарубіжних країн.
У 2000 році О. І. Безгіну присвоєно почесне звання «Заслужений діяч мистецтв України».

## Наукова діяльність
О. І. Безгін є автором понад 150 наукових, науково-навчальних і публіцистичних праць, зокрема:
- Проблеми підготовки мистецьких кадрів [Текст]: наук. дослідж. за темою: «Проблеми організації та фінансування підготовки кадрів для галузі культури і мистецтва» / О. І. Безгін [и др.]. — К. : Компас, 2006. — 199 с. — Бібліогр.: с. 156—168 (158 назв). — ISBN 966-96767-0-3
- Творчість І.Карпенка-Карого: слово і дія через віки [Текст]: зб. наук.-метод. праць / голова ред. кол. О. І. Безгін ; Київський національний ун-т театру, кіно і телебачення ім. І. К. Карпенка-Карого. — К. : ВВП «Компас», 2005. — 191 с. — ISBN 966-7170-45-4
- Система управління театральною справою: Історія організаційних форм (20-30-ті рр. ХХ ст.) [Текст]: навч. посіб. для студ. вищ. театр. закл. освіти України / О. І. Безгін. — К. : Компас, 2003. — 168 с. — Бібліогр.: с.151-166. — ISBN 966-7170-36-5
- Українська драматургія [Текст]: антологія: [у 2 т.] / авт.-упоряд. Т. Є. Назарова, Р. Г. Коломієць ; заг. ред. О. І. Безгін. — Х. : Фоліо, 2008. — (Серія «Українська література. Колекція»).; Т. 2, кн. 2. — [Б. м.]: [б.в.], 2008. — 828 с. — ISBN 978-966-03-4500-3
- Українська драматургія [Текст]: антологія: [у 2 т.] / авт.-упоряд. Т. Є. Назарова, Р. Г. Коломієць ; заг. ред. О. І. Безгін. — Х. : Фоліо, 2008. — (Серія «Українська література. Колекція»); Т. 1. — [Б. м.]: [б.в.], 2008. — 859 с. — ISBN 978-966-03-4498-3
- Українська драматургія [Текст]: антологія: [у 2 т.] / авт.-упоряд. Т. Є. Назарова, Р. Г. Коломієць ; заг. ред. О. І. Безгін. — Х. : Фоліо, 2008. — (Серія «Українська література. Колекція»).; Т. 2, кн. 1. — [Б. м.]: [б.в.], 2008. — 795 с. — ISBN 978-966-03-4499-0
- Проблеми мистецької освіти [Текст]: типологічні критерії та наук.-метод. розроб. / О. І. Безгін [та ін.] ; Інститут культурології Академії мистецтв України. — К. : СПД Голосуй, 2008. — 400 с. — Бібліогр.: с. 135—136. — ISBN 978-966-2241-03-07
- Українська драматургія: Антологія [Текст] / за загал. ред. М. Ю. Резніковича. — Х. : Фоліо. — (Українська література. Колекція). — ISBN 978-966-03-3510-3 ; 978-966-03-5109-7 (Укр. літ-ра. Колекція).; Т. 3 / упоряд.: Т. Є. Назарова [та ін.]. — 2010. — 506 с. — 1500 экз. — ISBN 978-966-03-3514-1
- Українська драматургія [Текст]: антологія: у 4-х т. / за заг. ред. М. Ю. Резніковича. — Х. : Фоліо.; (Т. 4 : авт.-упоряд. Т. Є. Назарова, О. І. Безгін, Р. Г. Коломіець. — 2010. — 474 с. — (Українська література. Колекція). — 1500 экз. — ISBN 978-966-03-3515-8)
- Матеріальна підтримка культурних проектів: світовий досвід та можливості застосування в Україні [Текст]: колектив. моногр. / [Безгін О. І. та ін.]. — К. : Ін-т культурології Нац. академії мистецтв України, 2010. — 192 с. — Бібліогр.: с. 186—191. — ISBN 978-966-2241-13-6
- Фахові особливості театральної освіти [Текст]: монографія / О. І. Безгін. — К. : Освіта України, 2013. — 291 с. — Бібліогр.: с. 276—291. — 500 экз. — ISBN 978-617-7111-03-9
- Українська художня культура: історія та сучасні проблеми [Текст]: зб. наук. пр. / [О. І. Безгін та ін.] ; Ін-т культурології Нац. акад. мистец. України. — К. : Ін-т культурології НАМ України, 2012. — 255 с. : іл. — Бібліогр. в кінці пр. — 500 экз. — ISBN 978-966-2241-27-3
- Культурна політика та мистецька освіта: моделювання процесів [Текст]: монографія / [Безгін О. І. та ін.] ; Ін-т культурології Нац. акад. мистецтв України. — Київ: Ін-т культурології НАМ України, 2013. — 175 с. : табл. — Бібліогр.: с. [169]-175. — 300 экз. — ISBN 978-966-2241-32-7
- Т. 2 : Заклади освіти І-ІІ рівнів акредитації = Educational institutions of I—II levels of accreditation / [редкол.: О. Д. Безгін та ін.]. — 1999. — 527 с. : фотогр. кольор. — Текст укр., англ. — 3000 экз. — ISBN 966-7170-14-4 (Т. 2)
- Культурна політика та мистецька освіта: моделювання процесів [Текст]: монографія / [Безгін О. І. та ін.] ; Ін-т культурології Нац. акад. мистецтв України. — Київ: Ін-т культурології НАМ України, 2013. — 175 с. : табл. — Бібліогр.: с. [169]-175. — 300 экз. — ISBN 978-966-2241-32-7
- «Театральна педагогіка в системі університетської освіти» (2003)
- «Від витоків українського професіонального театру до сучасних проблем мистецької освіти» (2005)
- Українська художня культура: історія та сучасні проблеми: зб. наук. пр. / Безгін О. І., Оляніна С. В., Коренюк Ю. О. та ін. ; Ін-т культурології акад. мистецтв України. — Київ: Ін-т культурології Нац. акад. мистецтв України, 2012. — 260 с. [Архівовано 4 березня 2021 у Wayback Machine.]

## Нагороди
- Орден князя Ярослава Мудрого V ст. (8 листопада 2019)[2]
- Повний кавалер ордену «За заслуги» (орден І ступеня — 2015[3], ІІ ступеня — 2009[4], ІІІ ступеня — 2004[5]).
- Заслужений діяч мистецтв України (2000)[6];
- Відмінник освіти України;
- Срібна медаль Національної академії мистецтв України (2009);
- Лицарський хрест ордену «За заслуги перед Литвою» (2003);
- Подяка Прем'єр-міністра України;
- Медаль Міністерства культури і мистецтв України «За високі досягнення в підготовці кадрів культури і мистецтв»;
- Почесний знак «За розбудову освіти»;
- Почесна відзнака Міністерства культури і мистецтв України «За багаторічну плідну працю в галузі культури»;
- Почесна відзнака «За активну громадську діяльність» Міністерства України у справах сім'ї, молоді та спорту;
- Диплом почесного професора Національної музичної академії України ім. П. І. Чайковського;
- Почесна грамота Київського міського голови «За вагомий особистий внесок у соціально-економічний розвиток столиці України — міста Києва, високий професіоналізм»;
- Орден Святого Станіслава ІІ та ІІІ ступенів, орден преподобного Нестора Літописця ІІІ ступеня, орден Святого Рівноапостольного князя Володимира Великого ІІІ ступеня, орден Кирила та Мефодія[уточнити].

## Захоплення
Гірські лижі, дайвінг, кінний спорт та теніс, більярд, хобіхорсинг